# Programa de Gobernanza y Aplicación de las Leyes Forestales

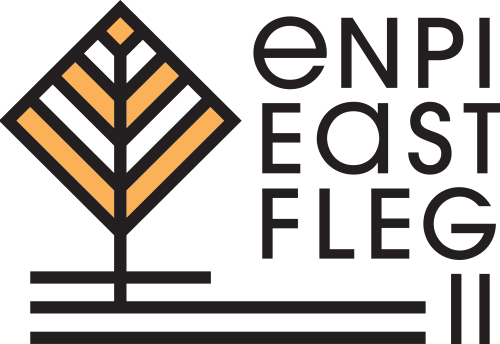
Logotipo del programa FLEG II

El Programa de Aplicación de las Leyes y Gobernanza Forestal del Instrumento Europeo de Vecindad y Asociación (ENPI FLEG) es un programa que tiene como objetivo mejorar la aplicación de las leyes y la gobernanza forestales en 7 países: Armenia, Azerbaiyán, Bielorrusia, Georgia, Moldavia, Rusia y Ucrania. Consta de dos partes, FLEG I implementada entre 2008 y 2012, y FLEG II implementada entre 2012 y 2016. El programa es implementado por el Banco Mundial, la UICN y el WWF, y está financiado principalmente por la Comisión Europea a través del Instrumento Europeo de Vecindad y Asociación y por la Cooperación Austriaca para el Desarrollo.  El programa ha sido desarrollado en respuesta al creciente problema de las actividades forestales ilegales en los países participantes, y tiene como objetivos: 
- A nivel regional, implementar la Declaración Ministerial FLEG de San Petersburgo, firmada en San Petesburgo en 2005 por la Conferencia Ministerial de Europa y el Norte de Asia sobre Aplicación de las Leyes y Gobernanza Forestales, integrada por 44 gobiernos de la región de Europa y el Norte de Asia. En la Declaración, los gobiernos expresaron su compromiso de tomar medidas para abordar la tala ilegal y los delitos forestales asociados. [4]
- A nivel nacional, revisar las políticas del sector forestal y las estructuras legales y administrativas, mejorar el conocimiento y el apoyo a la gestión forestal sostenible y la buena gobernanza forestal (incluido el impacto de la regulación maderera de la UE ) en los países participantes;
- A nivel local (subnacional), probar y demostrar las mejores prácticas para el manejo forestal sostenible y la viabilidad de mejores prácticas de gobernanza forestal de forma piloto en todos los países participantes. [5]

A través de cambios legislativos, participación de las partes interesadas, educación y capacitación, y otras actividades que fortalecen la gobernanza y las medidas anticorrupción, el Programa ENPI FLEG ha creado un enfoque que involucra y vincula a los gobiernos con las empresas, la academia, la sociedad civil y las comunidades rurales. 

## enlaces externos
- FLEG I, el sitio web oficial Archivado el 30 de octubre de 2023 en Wayback Machine.
- FLEG II, el sitio web oficial Archivado el 11 de enero de 2024 en Wayback Machine.

- Datos: Q25227091